# 曾庆洋
曾庆洋（1945年1月—） （页面存档备份，存于）  ，男，江西吉安人，中华人民共和国军事人物，中国人民解放军少将，曾任中国军事科学院科研指导部部长，中国法学会常务理事。
1945年1月出生于江苏淮阴，1964年8月考入空军工程学院，1968年毕业，调空军第13航空学校任无线电师、政治部干事，1970年加入中国共产党。
1977年6月调军事科学院军事图书馆，历任助理员、副馆长、馆长；1993年2月任军事科学院军事历史研究部副院长；
1994年3月～1995年1月参加国防大学基本系第10期指挥员班学习，1996年晋升少将军衔；2001年2月任军事科学院军制研究部部长，2003年12月任军事科学院科研指导部部长，兼任中国军事科学学会秘书长和中华人民共和国国史学会第三届理事会副会长。

## 家庭
父亲曾山，母亲邓六金。兄曾庆红、曾庆淮，弟曾庆源，妹曾海生。